# Eres lo peor
Eres lo peor (You're the Worst, en su título original) es una serie de televisión estadounidense de comedia y romance protagonizada por Chris Geere y Aya Cash,  creada por Stephen Falk. Fue emitida originalmente en el canal FX, y más tarde la segunda temporada en el canal FXX.  La serie sigue a Jimmy (Chris Geere), un escritor egocéntrico, y a Gretchen (Aya Cash), una autodestructiva ejecutiva de relaciones públicas de Los Ángeles, en su intento de establecer una relación, junto con sus amigos Edgar (Desmin Borges) y Lindsay (Kether Donohue). La serie se estrenó el 17 de julio de 2014.
El 30 de septiembre de 2014, FX renovó el programa por una segunda temporada de trece episodios, que se estrenó el 9 de septiembre de 2015 en FXX. La segunda temporada se centró en depresión clínica y su efecto en las relaciones modernas. En septiembre de 2016, FX renovó la serie para una cuarta temporada, En noviembre de 2017, FX renovó la serie para una quinta y última temporada que se estrenó el 9 de enero de 2019.
En 2015 comenzó a ser emitida en España en el canal Comedy Central y en Latinoamérica en los canales Fox Comedy y Fox Premium Series.

## Argumento
Jimmy y Gretchen se conocen de una manera curiosa: a él lo han echado de la boda de su exnovia (Becca) por darle un discursito cínico delante de todos los invitados, mientras que ella, que es amiga de la hermana de la novia, se ha largado directamente después de robar uno de los regalos de los novios. No tienen nada en común salvo que ambos son descritos por sus conocidos como "lo peor". La historia sigue la relación de estas dos personas autodestructivas, dando una vuelta de tuerca al romaticismo al que estamos acostumbrados.
Paralelamente y en comparación a ellos se verán los enredos amorosos de Becca y Vernon (la pareja que se casa en el primer capítulo), Lindsey (la hermana de Becca y amiga de Gretchen) y su marido Paul, y Edgar (compañero de piso de Jimmy y exmilitar con trastorno de estrés postraumático).

## Reparto

### Principales
- Chris Geere como Jimmy Shive-Overly, un novelista británico sarcástico y egoísta.
- Aya Cash como Gretchen Cutler, una cínica y autodestructiva representante
- Desmin Borges como Edgar Quintero, veterano de guerra acoplado en casa de Jimmy a cambio de hacerle la comida.
- Kether Donohue como Lindsay Jillian, la infantil e inútil mejor amiga de Gretchen metida en un matrimonio que no le interesa

### Secundarios
- Janet Varney como Becca Barbara, la exnovia de Jimmy y hermana de Lindsey
- Todd Robert Anderson como Vernon Barbara, el marido de Becca
- Allan McLeod como Paul Jillian, el marido de Lindsey
- Shane Francis Smith como Killian Mounce
- Stephen Schneider como Ty Wyland
- Brandon Mychal Smith como Sam Dresden, rapero y el principal cliente de Gretchen
- Darrell Britt-Gibson como Shitstain y Allen Maldonado como Honeynutz, los otros dos miembros del trío rapero representado por Gretchen
- Mageina Tovah como Amy Cadingle, novia de Paul tras abandonar a
- Collette Wolfe como Dorothy Durwood

## Episodios
| Temporada | Temporada | Episodios | Episodios | Emisión original        | Emisión original         | Emisión original |
| Temporada | Temporada | Episodios | Episodios | Primera emisión         | Última emisión           | Cadena           |
| --------- | --------- | --------- | --------- | ----------------------- | ------------------------ | ---------------- |
|           | 1         | 10        | 10        | 17 de julio de 2014     | 18 de septiembre de 2014 | FX               |
|           | 2         | 13        | 13        | 9 de septiembre de 2015 | 9 de diciembre de 2015   | FXX              |
|           | 3         | 13        | 13        | 31 de agosto de 2016    | 16 de noviembre de 2016  | FXX              |
|           | 4         | 13        | 13        | 6 de septiembre de 2017 | 15 de noviembre de 2017  | FXX              |
|           | 5         | 13        | 13        | 9 de enero de 2019      | 3 de abril de 2019       | FXX              |